# Sergio Aguirre Carreras
Sergio Aguirre (n. La Habana; 1914 - f. La Habana; 2003) fue un escritor cubano.

## Trayectoria
Es uno de los iniciadores de la historiografía marxista cubana. Activista político, desde muy joven se vinculó a las luchas estudiantiles. Durante treinta años compartió la docencia con la investigación histórica.
Ensayista, periodista, profesor e investigador, fue miembro del Ala Izquierda Estudiantil, de la Liga Juvenil Comunista y a partir de 1938 del Primer Partido Marxista Cubano.
En 1962 asumió la dirección de la Escuela de Historia de la Universidad de La Habana, donde ocupó la cátedra de Historia de Cuba.
Durante muchos años sus artículos ocuparon las páginas de la revista Cuba Socialista y del periódico Hoy, así como de otras publicaciones cubanas. Siempre fue un penetrante articulista, en cuyos textos se destaca su profundo sentido de la sátira política.

## Obras
- Quince objeciones a Narciso López.
- Seis actitudes de la burguesía cubana en el siglo XIX.
- Esclavitud y abolicionismo.
- La Protesta de Baraguá.
- José Martí y el imperialismo norteamericano.
- Antecedentes históricos del movimiento obrero cubano.
- De nacionalidad a nación en Cuba.
- Ecos de caminos.

- Datos: Q6125292